# Leno (torrente)
Il torrente Leno è l'ultimo dei principali affluenti dell'Adige, nel quale confluisce in sinistra orografica presso la città di Rovereto.

## Descrizione
Il torrente è formato da due diversi corsi d'acqua:
- il Leno di Vallarsa (Leno propriamente detto)
- il Leno di Terragnolo, affluente di destra del ramo principale, nel quale confluisce poco a monte dell'abitato di Rovereto, presso il comune di Trambileno.

Il bacino del Leno giace interamente in Trentino ed interessa i comuni di Vallarsa, Terragnolo, Trambileno e Rovereto.
Il Leno di Vallarsa è intervallato da tre bacini artificiali:
- il lago di Speccheri, sopra l'omonima frazione della Vallarsa. La diga è alta 103,85 m, ha la capacità di 10,17 milioni di metri cubi e manda la propria acqua alla centrale di Ala per l'AGSM Verona
- il bacino di Busa, formato dalla diga omonima alta 27 m. Il bacino ha capacità di 0,235 milioni di metri cubi ed è collegato a quello di Speccheri
- il lago di San Colombano, a pochi chilometri da Rovereto, il cui bacino contiene 2 milioni di metri cubi d'acqua e l'energia prodotta nella centrale attigua alimenta Rovereto

Il Leno ha svolto un ruolo importantissimo per l'attività economica roveretana poiché ha permesso la costruzione di alcune rogge, consentendo lo sviluppo dell'attività della produzione e lavorazione della seta tra il XVII e il XIX secolo.
Importanti i filatoi di Roggia Paiari, Roggia Grande, Roggia Piccola e Rogge Riunite.

## Ponti sul Leno
- Ponte Forbato
- Ponte delle Zigherane